# San Joaquín, Querétaro
San Joaquín là một đô thị thuộc bang Querétaro, México. Năm 2005, dân số của đô thị này là 7634 người.